# Symphleps atomosalis
Symphleps atomosalis är en fjärilsart som beskrevs av George Francis Hampson 1897. Symphleps atomosalis ingår i släktet Symphleps och familjen Thyrididae. Inga underarter finns listade i Catalogue of Life.